# 荒川大輔

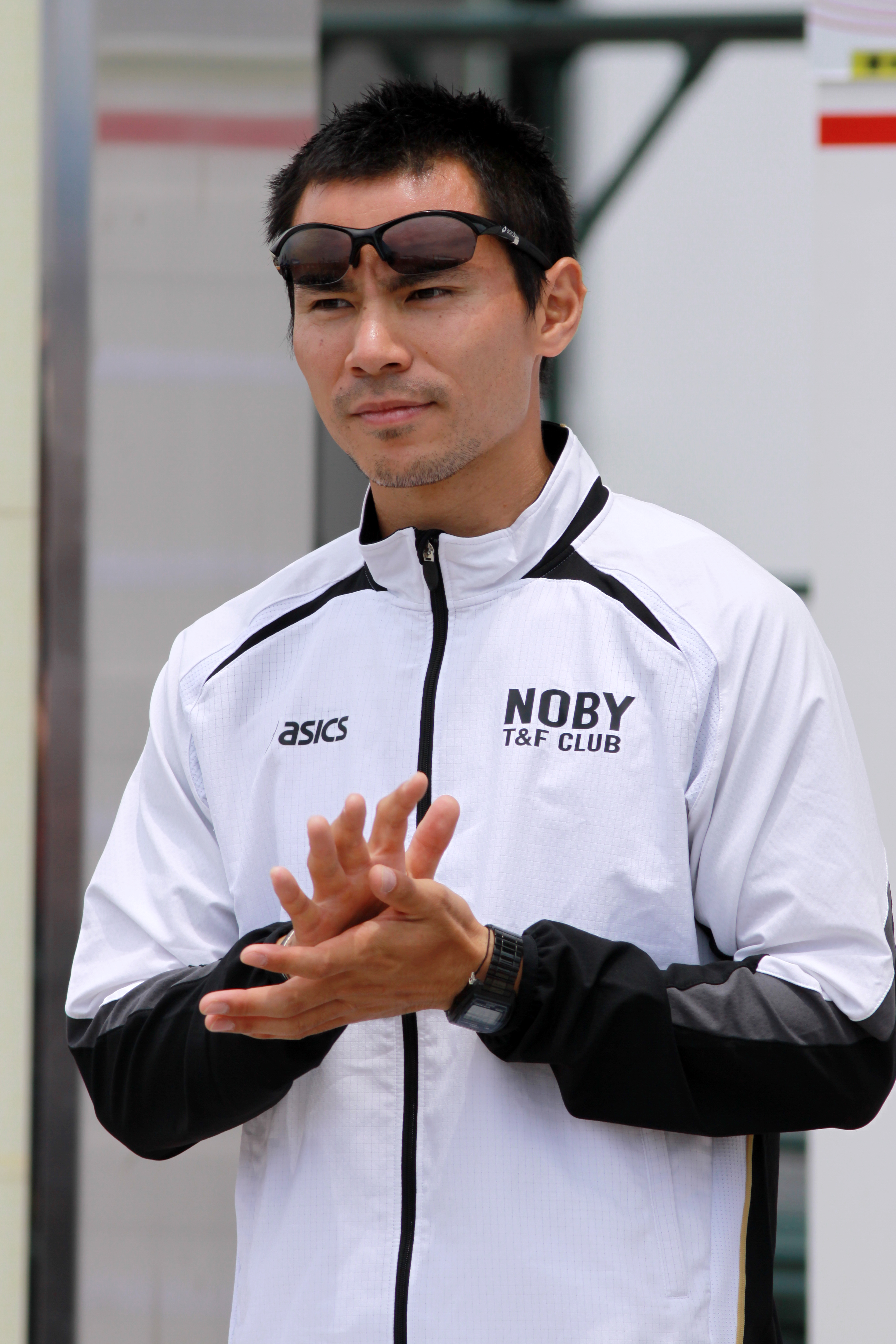
荒川 大輔（2010年）

荒川 大輔（あらかわ だいすけ、1981年9月19日 - ）は、日本の陸上競技選手で走幅跳を専門としている。
2002年5月3日の静岡国際で8m06を跳び、日本人9人目の8メートルジャンパーとなり、2007年には日本選手権で初優勝し、大阪開催の世界陸上の代表に選ばれた。
中宮中→太成高→同大→ニチレク→大阪陸協→同志社陸友会→大阪陸協→NOBY T&F CLUB（大阪）

## 主な成績
- 2000年
  - 日本選手権　6位（7m46）
- 2001年
  - 日本選手権　4位（7m56）
  - 国体　6位（7m44）
- 2002年
  - 静岡国際　4位（8m06）
  - 日本選手権　6位（7m65）
- 2003年
  - 日本選手権　準優勝（7m87）
- 2005年
  - 日本選手権　7位（7m54）
  - 国体　3位（7m64）
  - 織田記念　準優勝（7m88）
  - スーパー陸上　準優勝（7m61）
- 2006年
  - 国体　優勝（7m92）
- 2007年
  - 日本選手権　優勝（7m90）
  - 世界陸上　予選A組14位（7m62）
- 2008年
  - 兵庫リレーカーニバル　優勝（8m09）
  - 国際グランプリ大阪　優勝（7m77）
  - 南部記念　優勝（7m86）
- 2009年
  - 日本選手権　優勝（8m00）
  - 世界陸上　予選41位（7m53）
- 2010年
  - 日本選手権　5位（7m64）
- 2011年
  - 兵庫リレーカーニバル　8位（7m21）
- 2012年
  - 日本選手権　優勝（7m78）
- 2017年
  - ワールドマスターズゲームズ　優勝（7m33）

## 自己ベスト
- 走幅跳　8m09　2008年4月27日（日本歴代9位）
- 200m　21秒05　2005年6月25日
- 100m　10秒45　2007年